# IC 2879
IC 2879 је спирална галаксија у сазвјежђу Лав која се налази на листи објеката дубоког неба у Индекс каталогу.
Деклинација објекта је + 9° 0' 49" а ректасцензија 11h 29m 44,2s. Привидна величина (магнитуда) објекта IC 2879 износи 15,2 а фотографска магнитуда 16,0.